# Ceratina daressalamica
Ceratina daressalamica là một loài Hymenoptera trong họ Apidae. Loài này được Strand mô tả khoa học năm 1912.